# 暴風修士
塞爾吉奧·古鐵雷斯·貝尼特斯（英語：Sergio Gutiérrez Benítez，1945年5月29日—），生於墨西哥伊達爾戈州聖奧斯丁緬斯瓜提蘭（San Agustín Metzquititlán），天主教神父，墨西哥摔角（Lucha libre）選手。在擂台上以暴風修士（西班牙語：Fray Tormenta）為化名，總是戴著面具現身擂台。在2011年7月，從摔角擂台上退休，但在講道時，仍會戴著面具上台。

## 生平
22歲時，決心脫離酒精與毒癮，加入修院成為一名修士。曾至羅馬與西班牙進修，回到墨西哥後，在天主教大學教授歷史與哲學。在成為特斯科科州天主教區高級教士後，他成立了一間孤兒院，La Casa Hogar de los Cachorros de Fray Tormenta，在其中收容了270名院童。因為孤兒院經費不足，他以暴風修士為名，參與墨西哥職業摔角，以籌募經費。

## 流行文化
電子遊戲《鐵拳》的King、《寵物小精靈》的Crasher Wake、《餓狼傳說》的Tizoc、《F-Zero》的Leon和《超時空之鑰 次元之旅》的Greco，還有電影《衰腳神父》靈感都是來自暴風修士的故事。